# Стасино (Сморгонский район)
Стаси́но (бел. Стасі́на, пол. Stasino) — деревня в Сморгонском районе Гродненской области Белоруссии.
Входит в состав Вишневского сельсовета.
Расположена на северо-востоке района. Расстояние до районного центра Сморгонь по автодороге — около 25 км, до центра сельсовета агрогородка Вишнево по прямой — чуть менее 4,5 км. Ближайшие населённые пункты — Антосино, Бибки, Осиновка. Площадь занимаемой территории составляет 0,0512 км², протяжённость границ 1240 м.
В 1938 году Стасино, имевшее на тот момент статус застенка и входившее в состав сельской гмины Вишнево Вилейского повета Виленского воеводства, насчитывало 5 дымов (дворов) и 25 душ.
В 1939 году, согласно секретному протоколу, заключённому между СССР и Германией, Западная Белоруссия оказалась в сфере интересов советского государства и её территорию заняли войска Красной армии. Деревня вошла в состав новообразованного Сморгонского района Вилейской области БССР. После реорганизации административного-территориального деления БССР деревня была включена в состав новой Молодечненской области в 1944 году. В 1960 году, ввиду новой организации административно-территориального деления и упразднения Молодечненской области, Стасино вошло в состав Гродненской области.
Согласно переписи население деревни в 1999 году насчитывало 6 жителей.
В нескольких стах метров от Стасино находится Жодишковский заказник местного значения.
Северо-западнее деревни проходит автодорога республиканского значения Р95 Лынтупы — Свирь — Сморгонь — Крево — Гольшаны.
Транспортное сообщение со Стасино осуществляется через пригородное автобусное сообщение — остановка на перекрёстке шоссе Р-95 и просёлочной дороги ведущей к деревне:
- Сморгонь — Вишнево
- Сморгонь — Свайгини